# Vladimir Cerrón
Vladimir Roy Cerrón Rojas (* 16. Dezember 1970 im Distrikt Ahuac, Provinz Chupaca, Region Junín, Peru) ist ein peruanischer Neurochirurg und Politiker. Von 2011 bis 2014 sowie im Jahre 2019 war er Gouverneur der Region Junín, musste dieses Amt jedoch aufgrund einer Verurteilung wegen Korruption niederlegen. Er ist Mitgründer und derzeitiger Generalsekretär der politisch links orientierten Partei Perú Libre, die seit 2021 mit Pedro Castillo den Präsidenten stellte, bis dieser am 30. Juni 2022, rund 5 Monate vor seiner Amtsenthebung, aus der Partei austrat.

## Leben
Vladimir Cerrón Rojas wurde 1970 in Ahuac in der Region Junín als Sohn der beiden Hochschullehrer Jaime Cerrón Palomino und Bertha Rojas López geboren. Sein Onkel, Bruder seines Vaters, ist der Quechua-Hochschullehrer und Wanka-Experte Rodolfo Cerrón Palomino.
Vladimir ging an die Primarschule Sebastián Lorente in Huancayo und die Sekundarschule Colegio Nacional Santa Isabel in derselben Stadt. Danach begann er ein Studium der Elektrotechnik an der Universidad Nacional del Centro del Perú (UNCP) und gleichzeitig des Bauingenieurwesens an der Universidad Peruana Los Andes (UPLA).
Zu dieser Zeit war sein Vater Jaime Philosophieprofessor und Vizerektor für akademische Angelegenheiten an der UNCP. Dieser befand sich in der Zeit des Bewaffneten Konfliktes in Peru als beliebter linker Hochschullehrer und Autor marxistischer Literatur im Fadenkreuz der Rechten, und von staatlicher Seite wurden ihm Verbindungen zu Sendero Luminoso vorgeworfen, ohne dass es je Beweise dafür gab. Am 8. Juni 1990 wurden Jaime Cerrón und sein Chauffeur Armando Tapia von uniformierten Männern entführt und am 19. Juni 1990 ihre verstümmelten Leichen gefunden. Das Verbrechen, das in der ersten Regierungszeit des APRA-Parteimitglieds Alan García als Staatspräsident stattfand, blieb bis zum heutigen Tag unaufgeklärt – nach Überzeugung von Vladimir Cerrón auf Grund einer entsprechenden staatlichen Politik. Seine Mutter Bertha Rojas López sagte später vor der Kommission für Wahrheit und Versöhnung über die Entführung und Ermordung Jaime Cerróns aus. Vladimir Cerrón konnte im Klima der Todesangst nach der Ermordung seines Vaters nicht mehr weiter an der UNCP studieren und brach sein Studium in Huancayo ab.
Vladimir Cerrón gelang es mit Unterstützung seiner Mutter, in Lima ein Stipendium für ein Studium im Ausland zu erhalten. Er ging nach Kuba und studierte dort Medizin am Instituto Superior de Ciencias Médicas Carlos J. Finlay in Camagüey, heute Universität für medizinische Wissenschaften, wo er 1997 den medizinischen Doktortitel erlangte. Mit einem weiteren Stipendium war er am Hospital Universitario Manuel Ascunce Domenech in Camagüey tätig und spezialisierte sich in Neurochirurgie, worin er 2002 den Titel als Spezialist Ersten Grades als Neurochirurg erhielt. In Kuba lernte er die Kubanerin Lissette Paez kennen, mit der er den Bund der Ehe schloss und die später Peruanerin wurde. In Kuba festigte er auch seine sozialistischen Überzeugungen und äußerte 2015, er habe dort viel von den Vorzügen gelernt, die das Land habe, und lobte Fidel Castro, der der Dritten Welt helfe und keine Fachleute von dort zum eigenen Nutzen weghole.
Er kehrte mit seiner kubanischen Ehefrau nach Peru zurück und war nunmehr als Neurochirurg an der Universidad Nacional Mayor de San Marcos (UNMSM) in Lima tätig, wo er 2009 den Magistertitel in Neurologie und 2010 einen weiteren Doktortitel erlangte. Danach nahm er eine Stelle als Neurochirurg am Nationalen Krankenhaus EsSalud in Huancayo an. Darüber hinaus wurde er Hochschullehrer an der Fakultät für Humanmedizin an der UNCP in Huancayo sowie an der Universidad Peruana Los Andes für die Fachgebiete Neuroanatomie, Neurophysiologie und Neurochirurgie.

## Politische Laufbahn

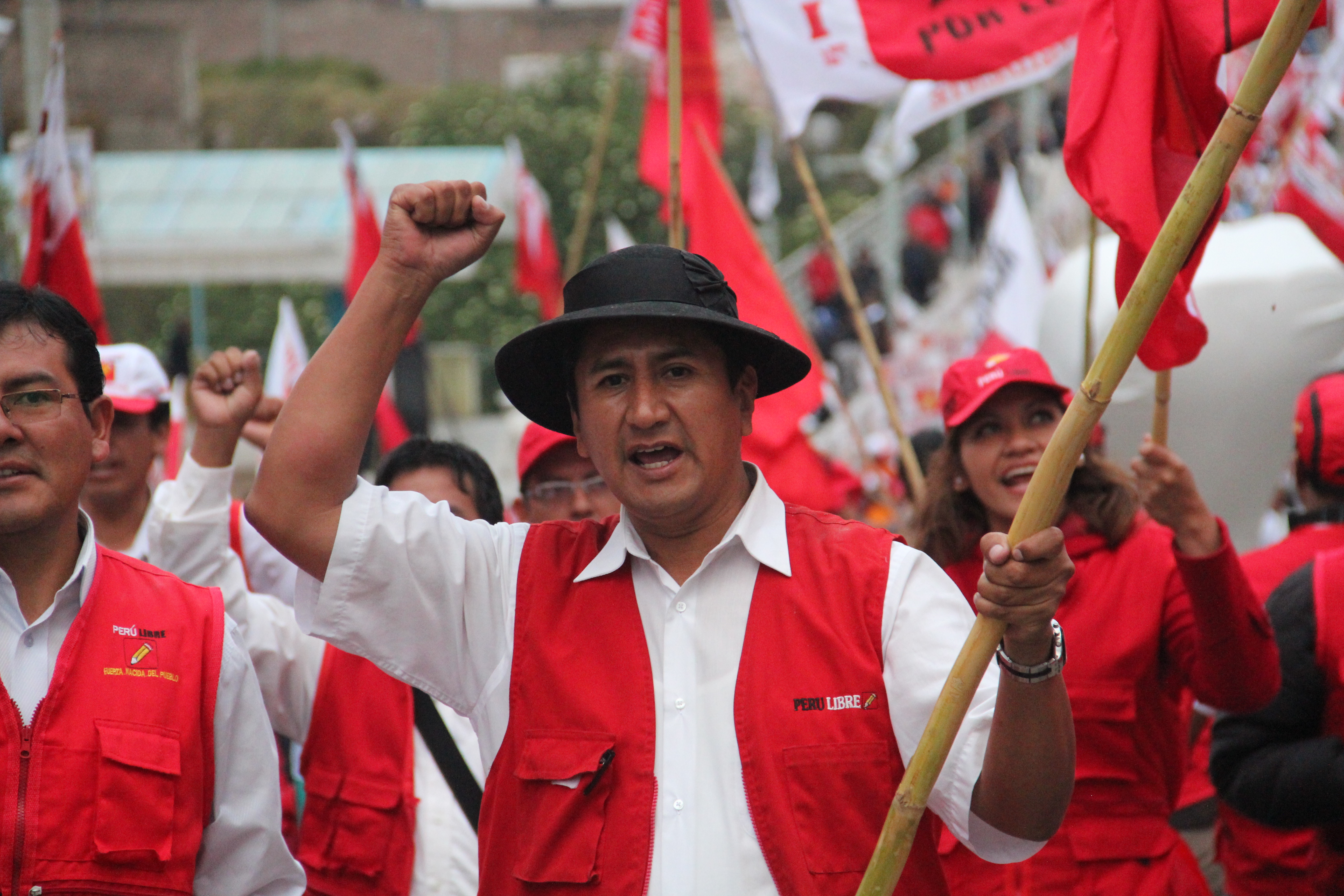
Wahlkampagne von Perú Libre, 2014, in der Mitte Vladimir Cerrón

2005 trat Cerrón der Peruanischen Nationalistischen Partei bei, zog sich jedoch im Juli 2006 nach dem Misserfolg bei den Präsidentschaftswahlen aus der Partei zurück. Noch 2006 gründete er in der Region Junín die Organisation Frente Patriota Peruano, deren Politischer Sekretär er von April 2006 bis zu seinem Rücktritt im Mai 2007 war.
2006 kandidierte er erstmals bei den Regionalwahlen in Junín als Kandidat der Peruanischen Patriotischen Front für das Amt des Gouverneurs der Region und erreichte mit 16,429 % der Stimmen den dritten Platz.
Im August 2007 gründete er die Regionale Politische Bewegung Freies Peru (Movimiento Político Regional Perú Libre), deren Generalsekretär er in der Region Junín bis zu seinem Rücktritt im Januar 2013 war. Bei den Regionalwahlen in Junín 2010 kam er als Kandidat für das Amt des Gouverneurs auf 172.979 Stimmen oder 33,427 % und somit auf den ersten Platz, weshalb er am 1. Januar 2011 Gouverneur von Junín wurde. Am 26. Januar 2011 wurde er darüber hinaus in Lima zum Vorsitzenden der Nationalen Versammlung der Regionalregierung gewählt.
Im Februar 2012 gründete er die Partei Perú Libertario, deren Generalsekretär in Junín er bis Mai 2018 war.
Bei den Regionalwahlen 2014 trat er für die Regionale Politische Bewegung Freies Peru für eine zweite Amtszeit als Gouverneur an, kam jedoch mit 26,303 % nur auf den zweiten Platz hinter Ángel Unchupaico, gegen den er im zweiten Wahlgang mit 46,888 % der Stimmen verlor.
2016 ließ sich Cerrón als Kandidat von Perú Libertario für das Amts des Staatspräsidenten bei den Wahlen in Peru 2016 registrieren, zog jedoch seine Kandidatur aus Protest zurück, nachdem Keiko Fujimori als Kandidatin zugelassen worden war.
Bei den Regionalwahlen in Junín trat er 2018 abermals für das Gouverneursamt an und wurde mit 216.644 Stimmen oder 36,888 % erneut zum Gouverneur ab 1. Januar 2019 gewählt. Noch im ersten Amtsjahr seiner zweiten Amtszeit, die eigentlich bis zum 31. Dezember 2022 dauert, wurde er am 20. August 2019 durch den Regionalrat auf Grund einer Verurteilung wegen Korruption während seiner ersten Amtszeit im Rahmen von Kanalisationsarbeiten in La Oroya seines Amtes enthoben.
In seiner zweite Amtszeit als Gouverneur der Region Junín kritisierte Vladimir Cerrón den fehlenden Unterricht in indigenen Sprachen in Junín, so auch des in Cerróns Heimatort Ahuac traditionell gesprochenen Wanka-Quechua: „Im Mantaro-Tal unterrichtet niemand Quechua. In der Zone des Urwalds unterrichtet niemand Asháninka“. Nach einer Recherche wurde ihm vom Medienportal Ojo público widersprochen: Laut Informationen der regionalen und lokalen Bildungsinstitutionen (Héctor Chávez Melchor, Direktor der regionalen Bildungsverwaltung Dirección Regional de Educación de Junín sowie Unidades de Gestión Educativa Local, UGEL) gebe es im Mantaro-Tal (Jauja, Huancayo, Concepción und Chupaca) 241 Lehrer in der interkulturellen zweisprachigen Erziehung (IZE, spanisch EIB), wenn auch die IZE erst in der Phase der Implementierung sei und es noch an Lehrern mangele. Zudem gebe es im Dezember 2018 im Mantaro-Tal 3539 zweisprachige Lehrer. Vladimir Cerrón wiederum entgegnete, dass die Bedingungen eines wirklich zweisprachigen Unterrichts nicht erfüllt würden, da die Lehrer nicht wirklich Quechua könnten und nichts daran außer der Bezeichnung „zweisprachig“ sei. Seine Informationen stützte er auf Gespräche vor Ort während seiner Wahlkampagne. Ojo público bezeichnete seine Aussage dagegen als „falsch“.
2019 nahm Cerróns Partei Perú Libertario den Namen Perú Libre an. Im Oktober 2020 meldete die Partei Pedro Castillo als Präsidentschaftskandidaten und Dina Boluarte als Kandidatin für das erste Vizepräsidentenamt, Vladimir Cerrón dagegen für das zweite Vizepräsidentenamt bei den Wahlen in Peru 2021 an. Er wurde jedoch von der Nationalen Wahlkommission (JNE) wegen seiner Gefängnisstrafe von den Wahlen ausgeschlossen.

## Politische Positionen
Vladimir Cerrón charakterisiert seine Partei Perú Libre, deren Generalsekretär er ist, als links-sozialistisch, marxistisch-leninistisch und mariateguistisch. Er streicht heraus, dass die Partei ihren Ursprung in der Provinz habe (gegründet wurde sie von Cerrón in der Region Junín, wo er Gouverneur war) und damit das „tiefe Peru“ (Perú profundo) vertrete, weshalb sie sich für die bedürftigsten Bevölkerungsgruppen einsetze. Er grenzt Perú Libre von anderen als politisch links geltenden Formationen ab, so vom als Partei organisierten Bündnis Juntos por el Perú und der dort mitarbeitenden Organisation Nuevo Perú wie auch von der Wahlkoalition Frente Amplio, die ihren Ursprung in der Hauptstadt hätten und deshalb das offizielle Peru verträten.
In der Regierungszeit von Pedro Pablo Kuczynski kritisierte Cerrón gemeinsam mit seinem Parteifreund und einstigen Bürgermeister Limas Ricardo Belmont scharf die Politik des Präsidenten, die Immigration aus Venezuela nach Peru zu erleichtern: „Es ist für niemanden ein Geheimnis, dass die plötzliche Immigration eine Bedrohung für jeden Staat der Welt ist.“
In Bezug auf LGBTI äußerte er: „Wir sind dazu verpflichtet, alle Teile der Gesellschaft zu respektieren.“ Homosexuelle dürften sich nicht gegenüber Minderjährigen exponieren. „[Vor Kindern v]on fünf bis elf Jahren sind sie eine Maschinerie des Nachmachens.“ Er stimme in Bezug auf dieses Thema mit dem russischen Staatspräsidenten Wladimir Wladimirowitsch Putin überein. Cerrón hat sich gegen die gleichgeschlechtliche Ehe und das Recht gleichgeschlechtlicher Paare auf Adoption ausgesprochen. Schuld an der „Gender-Ideologie“, wie sie in den Schulen verbreitet werde, habe der „neoliberale Kapitalismus“.
Die vor allem im städtischen Milieu Limas verankerten linksliberalen Kräfte distanzieren sich von Cerrón. Die peruanische Politologin Denisse Rodríguez-Olivari schreibt hierzu: „Cerrón und Perú Libre vertreten eine sehr konservative Linke, weit entfernt von der städtischen Linken und offener im Sozialen anderer Möglichkeiten“.

## Rolle in der Regierung unter Pedro Castillo
Auf Grund seiner Verurteilung wegen Korruption konnte Vladimir Cerrón nicht bei den Wahlen in Peru 2021 kandidieren und gehört weder der Regierung noch dem Parlament an. Dennoch wird ihm auf Grund seiner Stellung in der Regierungspartei Perú Libre eine Schlüsselstellung in der peruanischen Politik zugeschrieben. So heißt es, mit seinem Bruder Waldemar Cerrón als Fraktionssprecher von Perú Libre im Kongress sowie seinen engen Vertrauten Guido Bellido als Premierminister und Íber Maraví als Arbeitsminister – die beiden letzteren waren seit 29. Juli 2021 im Amt, mussten allerdings am 6. Oktober 2021 zurücktreten – habe er direkten Einfluss auf die Regierungspolitik.
Mit der Regierungsumbildung durch Präsident Pedro Castillo am 6. Oktober 2021 und einem Kurswechsel weg von links wurde Cerróns Einfluss zurückgedrängt. Am 14. Oktober 2021 verkündete Vladimir Cerrón über Twitter, Perú Libre werde dem von Pedro Castillo eingesetzten Kabinett unter Mirtha Vásquez nicht das Vertrauen aussprechen. Die seinerzeit in der Regierung verbliebenen Parteimitglieder von Perú Libre Dina Boluarte und Betssy Chávez verträten nicht die Partei, sondern individuelle Interessen. Es werde eine Neuordnung der Kongressfraktion von Perú Libre geben müssen – also den Ausschluss von Mitgliedern der Fraktion.

## Mitgliedschaften
Vladimir Cerrón ist Mitglied der Kubanischen Gesellschaft für Neurologie und Neurochirurgie (Sociedad Cubana de Neurología y Neurocirugía) und der Akademie der Doktoren der UNCP (Academia de Doctores de la Universidad Nacional del Centro del Perú).

## Vorgeworfene Straftaten und Verurteilungen
Vladimir Cerrón wurde mehrfach wegen Korruption in seiner ersten Regierungszeit als Gouverneur von Junín angeklagt. Es gab eine zweimalige Verurteilung zu einer Haftstrafe auf Bewährung, weshalb Cerrón zeitweise von der Ausübung öffentlicher Ämter ausgeschlossen ist.

### Hospital Daniel Alcides Carrión in Huancayo
Im Zusammenhang mit einem Projekt am Hospital Daniel Alcides Carrión in Huancayo im Mai 2013 wurden der Regionalregierung unter Vladimir Cerrón Dokumentenfälschungen vorgeworfen.

### Vorwurf wegen Korruption bei Kanalisationsarbeiten in La Oroya
Am 5. August 2019 wurden der Gouverneur der Region Junín, Vladimir Cerrón, und der Bürgermeister von Huancayo, Henry López Cantorín, beide vom Fünften Antikorrutionsgericht des Gerichtsbezirks Junín zu 4 Jahren und 8 Monaten Haft und zusätzlich zu einer Geldstrafe von 850.000 Soles verurteilt wegen Korruption im Zusammenhang mit Bauarbeiten an der Kanalisation in La Oroya in Cerróns Regierungszeit von 2011 bis 2014.
Nach der Urteilsverkündung suchten Polizisten der Peruanischen Nationalpolizei Cerrón zu Hause auf, ohne ihn zu finden. Am 21. August 2019, einen Tag nach seiner Suspension als Gouverneur, stellte er sich den Behörden.
Am 18. Oktober 2019 änderte die Apellationskammer des Obersten Gerichtshofs von Junín die Gefängnisstrafe ab, indem sie diese zur Bewährung aussetzte und das Strafmaß von 4 Jahren und 8 Monaten auf 3 Jahre und 9 Monate herabsetzte. So kam Vladimir Cerrón frei.
Anfang Juni 2021 hob der Richter Alain Salas vom Gericht für Vorbereitende Untersuchung in Acobamba (Huancavelica) die Urteile gegen Carrón auf Grund eines vorgelegten Antrags auf Habeas corpus auf. Am 15. Oktober erklärte jedoch das Verfassungsgericht Perus den von Cerróns Rechtsanwalt Luis Miguel Huayhua Quispe eingebrachten Antrag als unzulässig und bestätigte die Haftstrafe auf Bewährung, womit Cerrón auch der Zugang zu öffentlichen Ämtern weiterhin verwehrt ist.

### Los Dinámicos del Centro
Im Juli 2021 wurden gegen Cerrón und andere Funktionäre der Regierung und der Partei Perú Libre Ermittlungen wegen Geldwäsche aufgenommen. Die Vorwürfe stehen im Zusammenhang einer Organisation namens Los Dinámicos del Centro, die der Regionalen Verkehrsbehörde (Dirección Regional de Transportes y Comunicaciones, DRTC) der Region Junín unterstehen soll und die laut Untersuchungen seit 2019 unzulässig finanziert worden sein und in unzulässiger Weise Führerscheine ausgestellt haben soll. Der Vorwurf beinhaltet, es hätte den Plan gegeben, dass mit diesen Mitteln die Wahlkampagne Pedro Castillos für die Präsidentschaft und zivile Forderungen an Cerrón finanziert werden sollten. Nach der Verlagerung der Ermittlungen von Junín nach Lima äußerte Vladimir Cerrón, dass es eine gegen ihn gerichtete politische Verfolgung gebe.

### Reaktionen auf die juristische Verfolgung Cerróns
Vladimir Cerróns Onkel, der Linguist und Quechua-Experte Rodolfo Cerrón Palomino, sagte zu den Prozessen gegen ihn: „Ich habe Sympathie für seine Sache, wenn ich auch nicht alle seine Positionen teile“. Rodolfo Cerrón ist davon überzeugt, dass es gegen Vladimir Cerrón eine Kampagne gibt. „Sie sind besessen. Sie haben ihn politisch ausschalten wollen, ihn gerichtlich steinigen wollen mit einer Reihe ungerechter Schwindlereien gegen ihn.“
Guido Bellido sagte nach seinem Rücktritt als Premierminister am 6. Oktober 2021: „Die faktischen Kräfte sind dazu übergegangen, die Regierung systematisch zu behindern. Diese faktischen Mächte der Finanzgesellschaften und Unternehmen haben die Justizorgane unter ihrer Kontrolle, geschützt im Euphemismus der Ökonomie der Mächte, unterziehen sich keinen Wahlen und wollen unser Land regieren als Organisation, die jeden politischen Gegner kriminalisiert.“

## Veröffentlichungen
- 2003: Emergencias Neuroquirúrgicas. Huancayo.
- 2010: Tumores del Sistema Nervioso. Huancayo.
- 2011: Historia censurada de la UNCP. Un intento para comprender sus luchas y sus logros. Huancayo.
- 2017: Descentralización, revolución de estos tiempos. Experiencias trascendentes del socialista gobierno regional Junín. Huancayo.
- 2020: Perú Libre, Ideario y Programa. Huancayo.
- 2001: Meningioma en la edad pediátrica: caso infrecuente. Revista Neurol 5 (33): 495–497.
- 2001: Migración cefálica simultánea al espacio intraventricular y subdural en una derivación ventrículo-peritoneal: presentación de un caso. Revista Neurol 5 (33): 437–439.
- 2001: Absceso cerebral hiperdenso. A propósito de un caso. Revista Neurol.